# El Toro (Walencja)
El Toro – gmina w Hiszpanii, w prowincji Castellón, we wspólnocie autonomicznej Walencja, o powierzchni 109,95 km². W 2011 roku liczyła 280 mieszkańców.